# Butchered at Birth
Albums de Cannibal Corpse
Eaten Back to Life
(1990) Tomb of the Mutilated
(1992)
Butchered at Birth est le second album de Cannibal Corpse. La pochette de l'album a été refusée[Par qui ?] car trop violente[C'est-à-dire ?], une version censurée a donc été créée par le groupe pour pouvoir vendre son album.

## Composition du groupe de l'époque
- Chris Barnes - Chant
- Alex Webster - Basse
- Rob Rusay - Guitare
- Jack Owen - Guitare
- Paul Mazurkiewicz - Batterie

## Liste des titres
1. Meat Hook Sodomy
2. Gutted
3. Living Dissection
4. Under The Rotted Flesh
5. Covered With Sores
6. Vomit the Soul
7. Butchered At Birth
8. Rancid Amputation
9. Innards Decay